# Bertmainius tingle
Bertmainius tingle is een spinnensoort in de familie Migidae. De wetenschappelijke naam van de soort werd voor het eerst geldig gepubliceerd in 1991 door Main als Moggridgea tingle.
De soort komt voor in Australië.